# Eddy Van Audenaerde
Eddy Van Audenaerde (né le 29 septembre 1945 à Oosteeklo,) est un coureur cycliste belge, actif dans les années 1960.

## Biographie
En juin 1966, Eddy Van Audenaerde se distingue sur piste en terminant troisième du championnat de Belgique de poursuite amateurs. Deux mois plus tard, il devient vice-champion de Belgique sur route amateurs. Il passe ensuite professionnel en septembre au sein de l'équipe Wiel's-Gancia-Groene Leeuw. Sous les couleurs de cette formation, il prend la deuxième place du Circuit du Houtland. 
Lors de la saison 1967, il remporte deux courses régionales à Laerne puis à Zomergem. La même année, il finit deuxième du Championnat des Flandres, ou encore troisième du Grand Prix de Denain. Il poursuit la compétition en 1968 avec la structure Flandria-De Clerck, avant de mettre un terme prématuré à sa carrière.

## Palmarès
- 1966
  - 2e du championnat de Belgique sur route amateurs
  - 2e du Circuit du Houtland
  - 3e de la Coupe Egide Schoeters
  - 3e du championnat de Belgique de poursuite amateurs
- 1967
  - 2e du Championnat des Flandres
  - 3e du Grand Prix de Denain
  - 3e du Circuit du Houtland